# Paratip

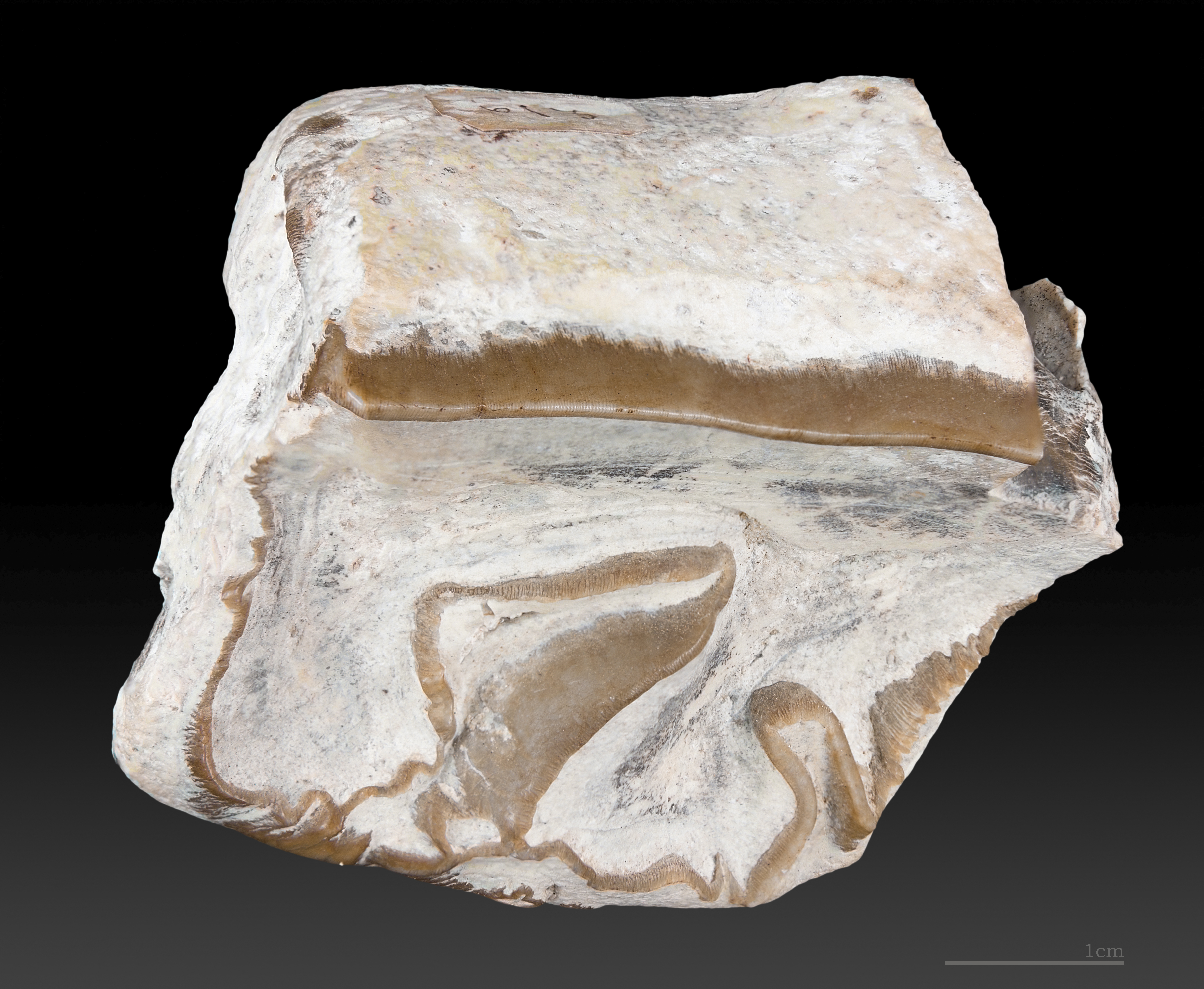
Dent, Paratip de Cadurcotherium nouleti

En biologia, el terme paratip s'utilitza en referència al tipus biològic d'una espècie.

## Zoologia
En nomenclatura zoològica, un paratip és oficialment definit com a "qualsevol exemplar d'una espècie que no és l'holotip".

## Botànica
En botànica sistemàtica també s'utilitza el terme "paratip". El Codi Internacional de Nomenclatura Botànica defineix el paratip com "un exemplar citat al protòleg [és a dir, la descripció original] que no és ni l'holotip ni un isotip, ni un dels sintips si dos o més exemplars foren designats simultàniament com a tipus" (Art 9.5).